# Stazione di Venezia Santa Lucia
La stazione di Venezia Santa Lucia è la principale stazione ferroviaria della città lagunare, e anche una delle più grandi stazioni d'Italia e la nona per flusso di passeggeri. È sita nel sestiere di Cannaregio, in fregio al Canal Grande, e prende nome dalla chiesa di Santa Lucia, demolita per far posto alla stazione stessa.
Dalla stazione, che ha struttura di testa, ha origine un tronco ferroviario a quattro binari che giunge alla stazione di Mestre, dove si dirama nelle linee per Torino, per Trento, per Trieste e per Udine.

## Posizione
Si trova all'estremità occidentale del Canal Grande, nel sestiere di Cannaregio.
La fondamenta antistante la stazione è collegata a piazzale Roma (principale terminal automobilistico della città e capolinea di tutte le linee di trasporto pubblico dirette a Venezia) dal ponte della Costituzione, quarto ponte sul Canal Grande, disegnato dall'architetto spagnolo Santiago Calatrava.

## Storia

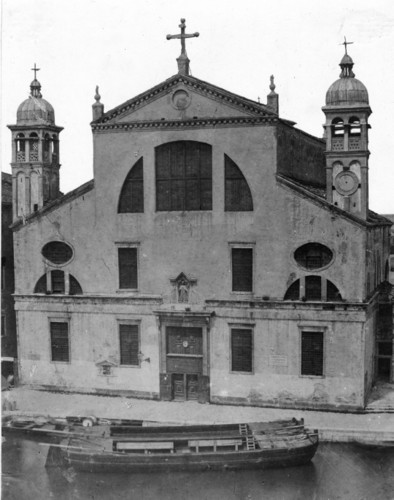
Chiesa di Santa Lucia nel 1861 prima della demolizione per far spazio alla stazione.

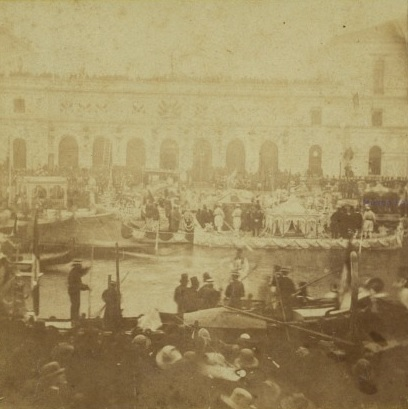
Come appariva la stazione durante l'arrivo di Vittorio Emanuele II a Venezia il 7 novembre 1866

I lavori per la costruzione della ferrovia ebbero inizio nel 1860. Per fare posto alla stazione nel 1861 furono abbattuti il convento e la chiesa di Santa Lucia (da cui prese il nome la stazione), che sorgevano nel luogo dell'attuale piazzale della stazione.
La struttura attuale è frutto di una serie di progetti iniziata nel 1924 dall'architetto razionalista Angiolo Mazzoni e da un concorso del 1934 per la realizzazione dell'impianto e vinto dall'architetto Virgilio Vallot. I due architetti collaborarono dal 1936 al 1943 alla realizzazione della parte centrale del fabbricato viaggiatori. I lavori furono terminati qualche anno dopo (1952) su progetto dell'ingegner Paolo Perilli.
Nel mese di novembre 2009 sono iniziati i lavori di ristrutturazione della stazione per una migliore organizzazione degli spazi, dei flussi di transito interni, il recupero e il restauro di alcuni elementi architettonici. Attualmente l'atrio ospita diversi spazi commerciali. Il tempo previsto di durata dei lavori era di due anni e il costo previsto era pari a 24 milioni di euro.

## Caratteristiche
Attualmente, la stazione dispone di 23 binari tronchi (dall'1 al 22 e 1 Nord) da cui partono i treni che svolgono servizio viaggiatori. Sono presenti, inoltre, 2 binari sprovvisti di marciapiedi denominati 5bis e 7bis, rispettivamente tra i binari 5 e 6 e tra i binari 7 e 8; un terzo binario, attualmente scollegato dalla linea e parzialmente disarmato, è presente tra i binari 9 e 10. 
Fino al 3 luglio 2021 era assente la numerazione del binario 20 (ex 21) a causa della rimozione di un binario esterno (ex 23) sulla cui sede è stata realizzata una strada di raccordo tra il deposito FS ex squadra rialzo e il terminal traghetti.
Il binario 21 (ex 22) poteva essere utilizzato solamente come asta di manovra, in quanto non dotato di segnale di partenza.
È inserita nel gruppo delle 14 Grandi Stazioni italiane.
Fino al 1937 la stazione era dotata di un apparato a filo tipo Saxby da 25 leve con segnalamento ad ali semaforiche, sostituito in quell'anno da un ACE tipo Westinghouse da 200 leve, con segnalamento luminoso.
Dal 1975 la stazione è stata dotata di un apparato ACEI tipo Siliani, realizzato dalla ditta Luciano Parisini.
In quell'anno è stato anche attivato il quadruplicamento del ponte ferroviario, ora diviso come Ponte Vecchio e Ponte Nuovo.
Nel 2021, a seguito di un'interruzione continuativa di diversi giorni, venne attivato un Apparato Centrale Computerizzato Multistazione.

## Servizi
Per quanto riguarda i servizi rivolti alle persone a ridotta mobilità, quella di Venezia Santa Lucia è una delle quattordici stazioni master nazionali e dunque ospita una "sala blu", luogo in cui opera personale specializzato per l'assistenza a tali utenti e in cui si organizza, si coordina e si sovrintende alla gestione dei servizi a loro rivolti.
La stazione dispone di:
- Accessibilità e assistenza per portatori di handicap
- Bar
- Biglietteria a sportello
- Biglietteria automatica
- Deposito bagagli con personale
- Negozi
- Posto di Polizia ferroviaria
- Posto di primo soccorso
- Ristorante
- Sala d'attesa
- Servizi igienici
- Supermercato
- Ufficio informazioni turistiche
- Ufficio oggetti smarriti
- Banca e cambio valuta

## Interscambi
Dalla stazione è possibile accedere ai mezzi pubblici di navigazione e ai taxi acquei.
- Fermata vaporetto